# Río Abaucán
Río Abaucán är ett vattendrag i Argentina.   Det ligger i provinsen Catamarca, i den nordvästra delen av landet, 1 100 km nordväst om huvudstaden Buenos Aires.
Omgivningarna runt Río Abaucán är i huvudsak ett öppet busklandskap. Trakten runt Río Abaucán är nära nog obefolkad, med mindre än två invånare per kvadratkilometer.